# Montes Sicanos
Los Montes Sicanos (en italiano, Monti Sicani) son una cordillera que se encuentra en la zona centro-meridional de la isla de Sicilia, entre las provincias de Agrigento y Palermo. La cima más alta es Rocca Busambra, con sus 1.613 m s. n. m. Con la denominación de "Montes Sicanos", además, se indica un conjunto de municipios que se encuentran en esta extensa zona de la isla, situada a mitad de camino entre la ciudad de Palermo y Agrigento de norte a sur y entre la ciudad de Trapani y Caltanissetta de oeste a este.
El territorio se caracteriza por una zona de colinas de naturaleza arcillosa o arenisca dedicada al pasto y una zona de montaña, de más de 900 m, constituida por rocas calizas del mesozoico. Numerosas son las cimas que superan los 1000 metros que culminan con Rocca Busambra y Monte Cammarata, ambos de más de más de 1.500 m.